# 토죄르주

토죄르주의 위치

토죄르주(영어: Tozeur Governorate, 아랍어: ولاية توزر)는 튀니지의 동부에 있는 주로, 알제리와 국경을 접한다. 주도는 토죄르이다. 면적은 4,719km2이며, 인구는 98,000명(2004년)이다.